# Þórbergur Þórðarson

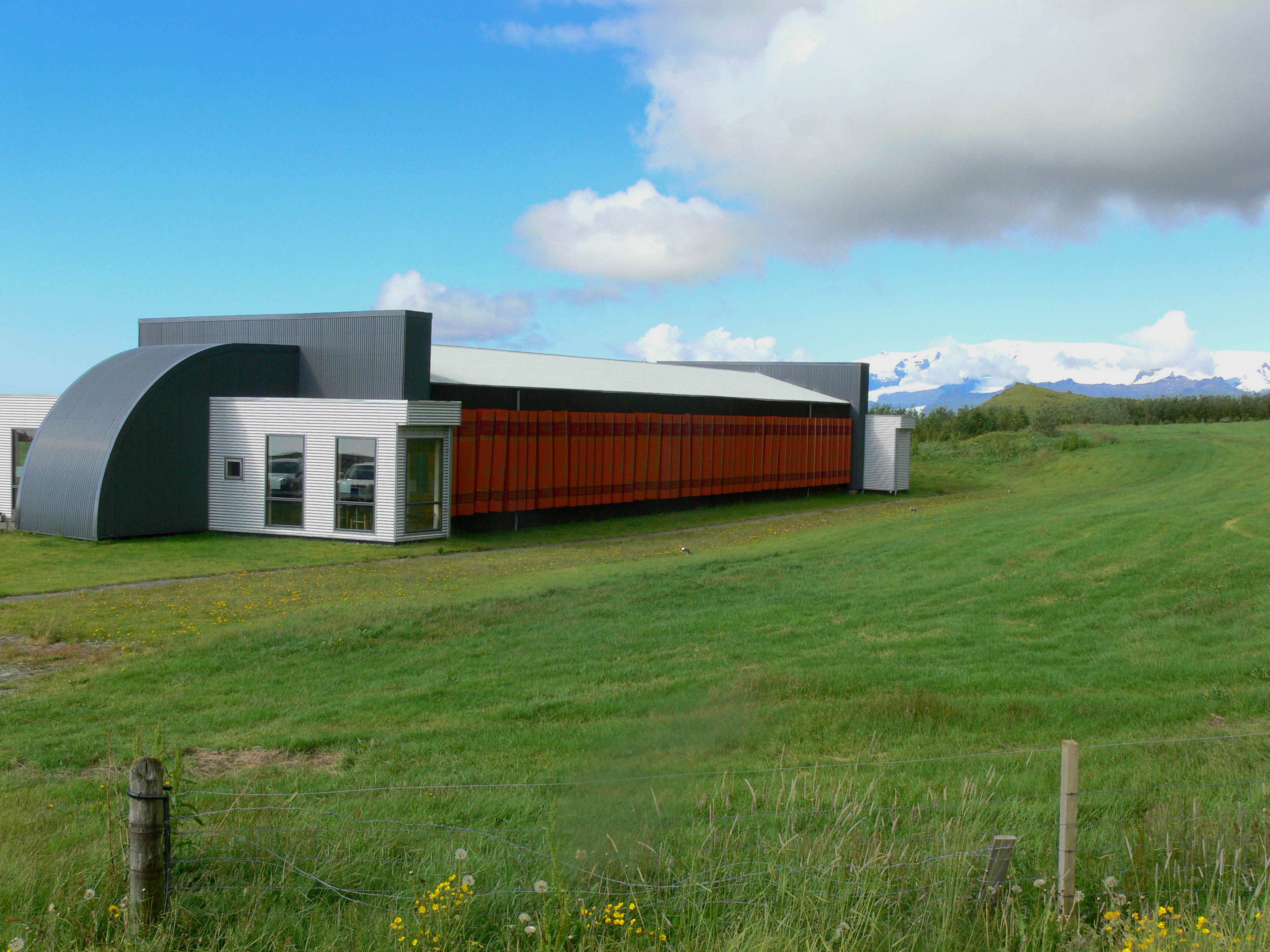
Het aan Þórbergur gewijde museum Þórbergssetur in Hali, met zijwand in de vorm van een rij boeken

Þórbergur Þórðarson (ook als Thórbergur Thórdarson getranscribeerd) (Hali í Suðursveit, 12 maart 1888 of 1889 – Reykjavik, 12 november 1974) was een  IJslandse schrijver en dichter.
In zijn geboorteplaats Hali í Suðursveit in Austur-Skaftafellssýsla (tegenwoordig Hornafjörður), vlak bij het gletsjermeer Jökulsárlón, is een museum aan hem gewijd. Dit gebouw valt op, doordat het op een boekenrek lijkt.

## Leven
Þórbergur Þórðarson werd geboren in een boerenfamilie. Het is onduidelijk of hij in 1888 of 1889 werd geboren. Wegens ziekte kon hij de boerderij van zijn vader niet overnemen. Daarom ging hij in 1906 naar Reykjavik en monsterde aan als scheepskok. Deze periode beschreef hij in Bréf til Láru en Ofvitinn I-II.
In 1906 studeerde hij korte tijd pedagogie en bezocht hij ook enige tijd het gymnasium Menntaskólinn in Reykjavik, zonder dit af te sluiten. Ook deze periode beschreef hij, in Ofvitinn en Íslenzkur aðall.
Van 1913 tot 1919 studeerde hij filosofie aan de Universiteit van IJsland in Reykjavik. Omdat hij zijn eindexamen niet gedaan had, kon hij ook deze studie niet afsluiten, ondanks zijn grote toewijding. Vanaf 1919 werkte hij als leraar in Reykjavik. In 1934 maakte hij een reis door de Sovjet-Unie. Sinds 1935 kon hij leven van zijn pen. De Universiteit van IJsland verleende hem in 1974 een eredoctoraat. Hij was tevens lid van de Esperantobeweging, doceerde deze taal en schreef er leerboeken voor.
Vanaf de jaren twintig tot in de Tweede Wereldoorlog maakte Þórbergur, met onder anderen Stefán frá Hvítadal, Steinn Steinarr, Halldór Laxness (de latere Nobelprijswinnaar) en later Louisa Matthíasdóttir en Nína Tryggvadóttir, deel uit van de avantgardistische kunstenaarsgroep die bijeenkwam in Unuhús, het huis van Erlendur Guðmundsson aan de Garðastræti in Reykjavik.

## Werk
Þórbergur Þórðarson schreef satirische autobiografische romans, biografieën, gedichten en literatuur- en maatschappijkritieken. Zijn eerste gedichten publiceerde hij onder het pseudoniem Styr Stofuglamm. Zijn eerste roman Bréf til Láru verscheen in 1924. Zijn tweede grote werk was Íslenzkur aðall (1938 ). Beide boeken zijn zeer autobiografisch getint, een nieuwe stijl in de toenmalige IJslandse literatuur. 
- 1915: Hálfir skósólar
- 1917: Spaks manns spjarir
- 1922: Hvítir hrafnar
- 1924: Bréf til  Láru
- 1938: Íslenzkur aðall
- 1940-1941: Ofvitinn
- 1945-1950: Ævisaga Árna Þórarinssonar prófasts
- 1954-1955: Sálmurinn um blómið
- 1960: Ritgerðir 1924-1959
- 1975: Í Suðursveit

- Bibliothèque nationale de France: cb11992342z (data)
- Gemeinsame Normdatei: 122375742
- International Standard Name Identifier: 0000 0001 1772 2024
- Library of Congress Control Number: n86095249
- Nationale Bibliotheek van Tsjechië: jn20000605318
- Nationale Bibliotheek van Israël: 987007459053905171
- Nationale Bibliotheek van Polen: a0000001278061
- LIBRIS: 199928
- Système universitaire de documentation: 027999416
- Virtual International Authority File: 79463803